# Dominique Thomas (football)
Pour l'acteur français, voir Dominique Thomas (acteur).
Dominique Thomas est un footballeur français né le 13 mars 1963 à Hesdin. Il réside actuellement à Vesoul.

## Biographie
Dominique Thomas joue dans un petit club du Pas-de-Calais (Monts-en-Ternois), lorsqu'il décide de passer les tests d'entrée à l'INF Vichy. Il est accepté et y effectue sa formation durant trois saisons de 1981 à 1983. C'est à l'issue de cette formation que Charles Samoy, directeur sportif du LOSC le fait venir et qu'il débute ainsi en Division 1 le 20 juillet 1983 par une victoire à Nancy (2-1).
Après cinq saisons, il signe en 1988 aux Girondins de Bordeaux, qui sortent d'une bonne saison où ils ont été vice-champions de France et atteint les 1/4 de finale de la Coupe d'Europe des Clubs Champions. 
Le club girondin fait une mauvaise saison et Dominique revient au LOSC la saison suivante. Il retrouve un temps de jeu plus important mais cela ne dure qu'une saison. En 1990, il est victime d'une fracture du tibia, qui le tient éloigné des  terrains deux saisons complètes. En 1993, il arrête sa carrière de footballeur professionnel.

## Statistiques
- 4 matchs en Coupe de l'UEFA
- 229 matchs et 5 buts en Division 1